# Асагая

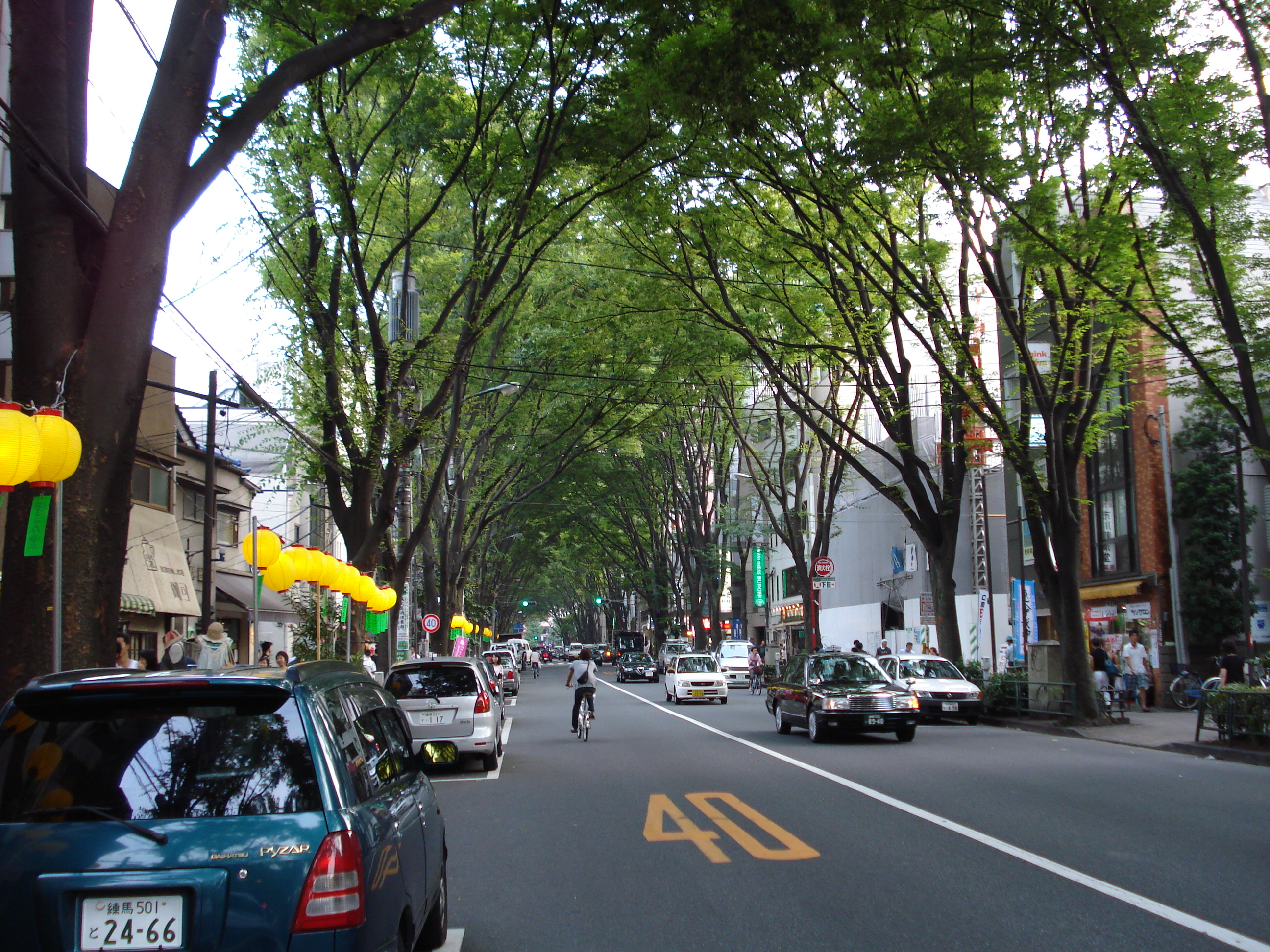

Асагая (яп. 阿佐ヶ谷 / 阿佐谷) — токийский квартал, расположен в специальном районе Сугинами. Главный доступ к кварталу осуществляется линией Тюо-Собу.

## История
Название «асагая» образовано из слов «аса» (значение неизвестно, записано иероглифами фонетически), древнеяпонского показателя родительного падежа «га» (яп. ヶ) и иероглифа «долина» (яп. 谷, обычно читается «тани»).
После Великого землетрясения Канто квартал стал домом для литературного сообщества. Асагая также известен как «Литературный город».
В Асагае каждый год проводятся два больших фестиваля. Танабата (яп. 七夕祭り) — проводится каждый день в течение первой недели июля. Фестиваль известен своим ассортиментом — символы папье-маше, которые украшают дороги. Также известен своим джазовым фестивалем. Этот джазовый фестиваль является одним из крупнейших в городе музыкальных фестивалей.